# Milan Vyhnálek

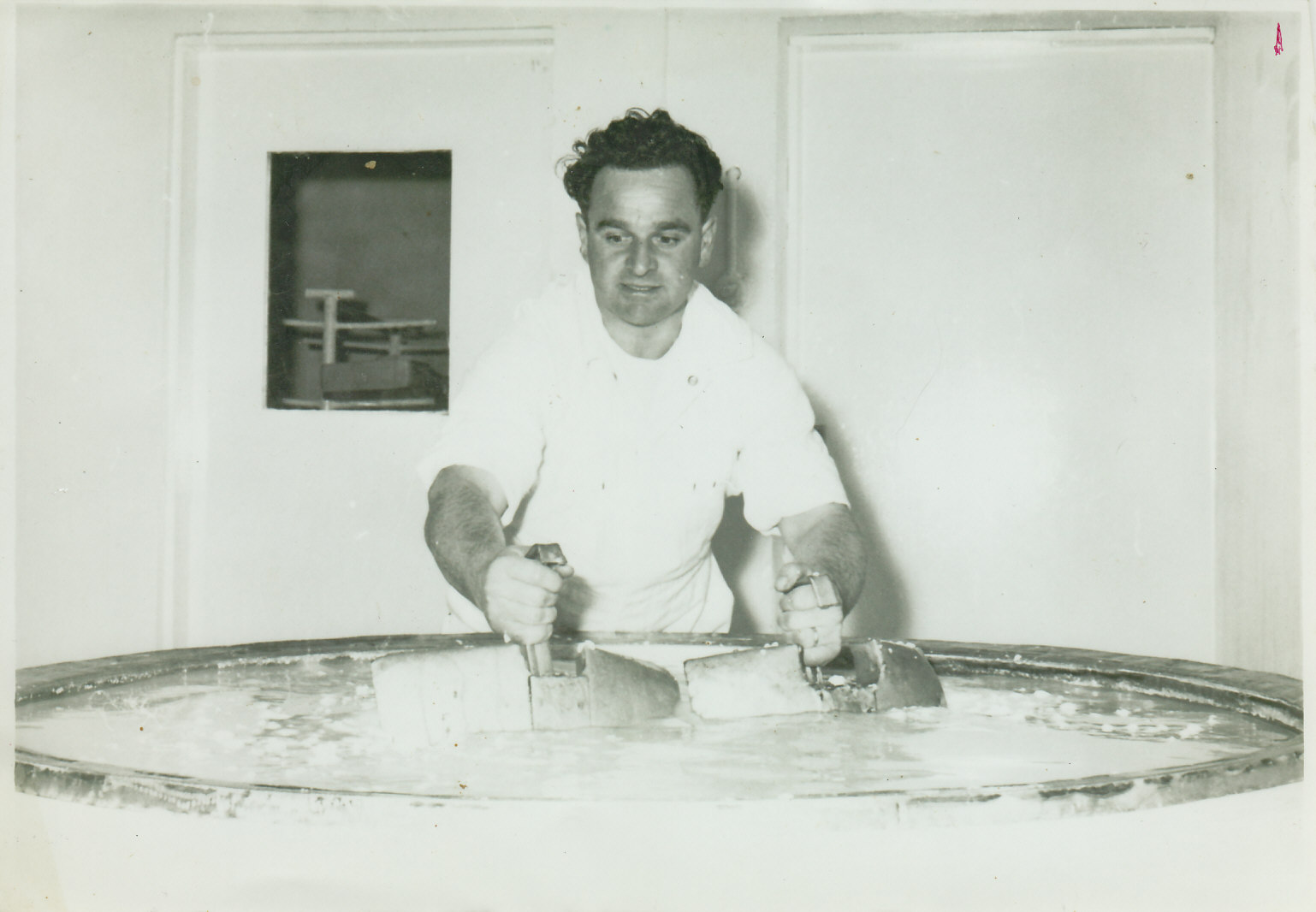
Milan Vyhnálek ve svém živlu

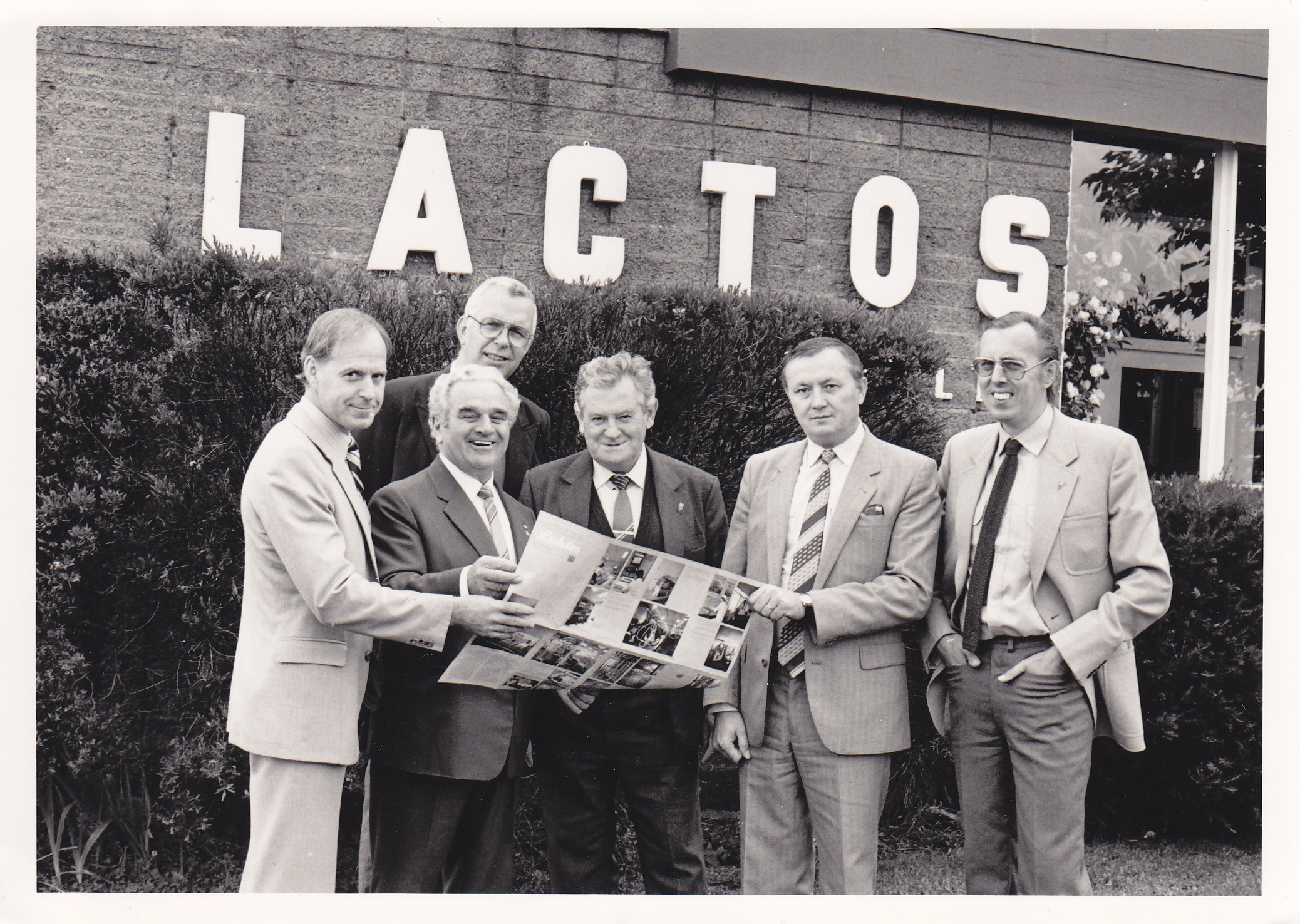
Milan Vyhnálek s kolegy před sýrárnou Lactos v Burnie, Tasmánie

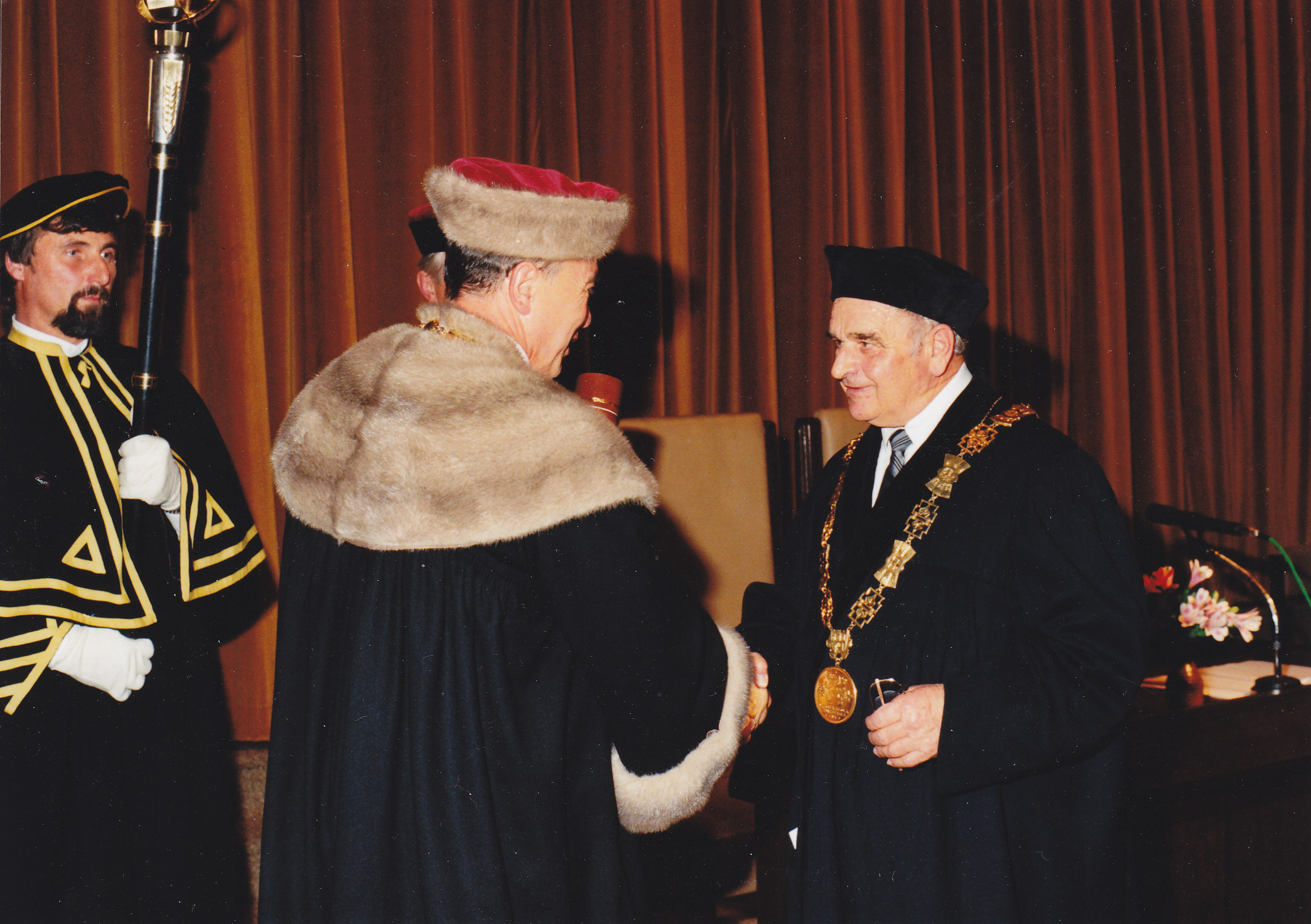
Čestný doktorát od České zemědělské univerzity v Praze

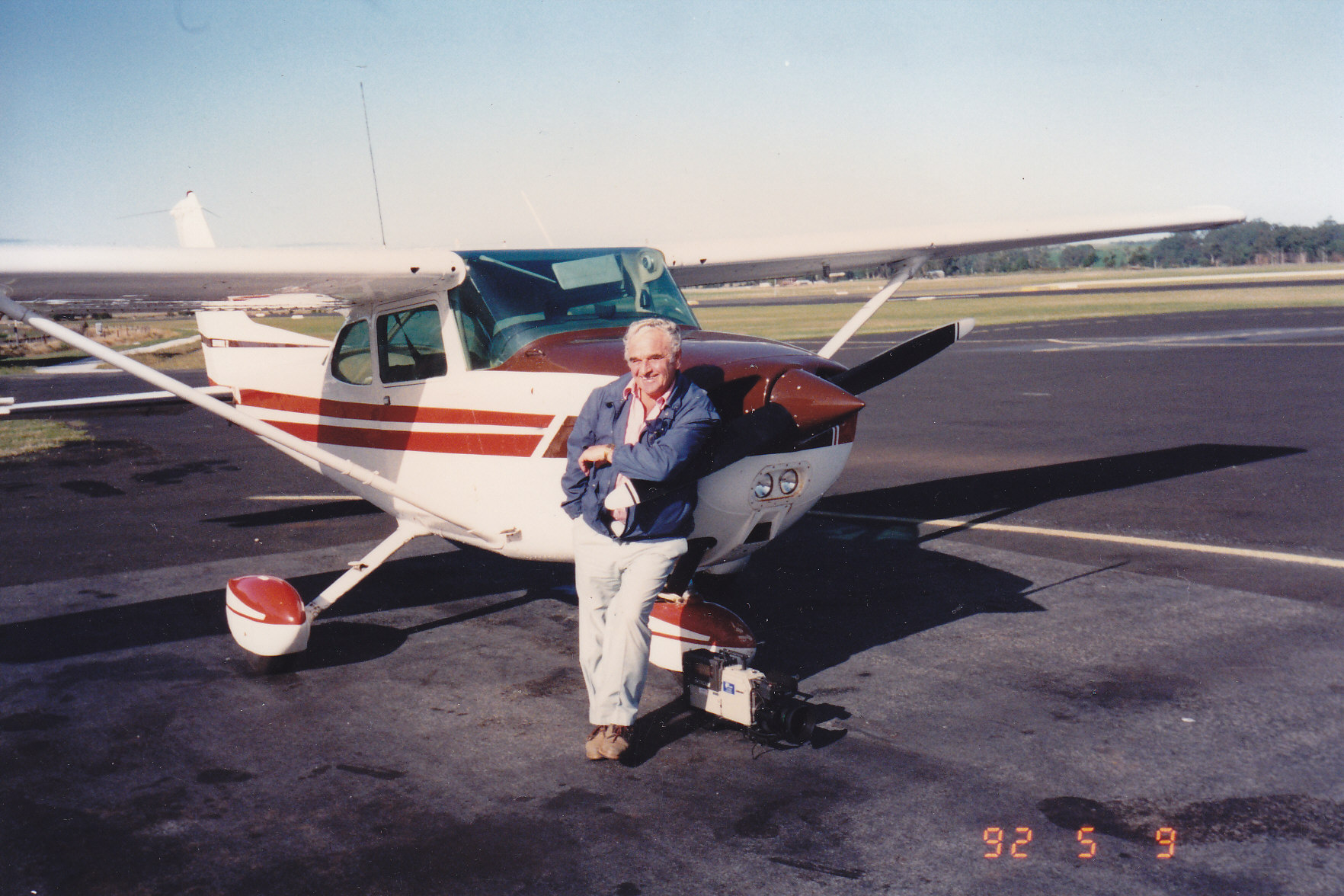
Milan rád létal

Milan Vyhnálek (18. října 1925 Hnátnice – 10. března 2013 Ústí nad Orlicí) byl podnikatel v oboru sýrařství, který v australské Tasmánii vybudoval Lactos, největší sýrařskou firmu na jižní polokouli. V Tasmánii byl za své podnikatelské úspěchy vyhlášen mužem 20. století. Milan Vyhnálek byl také aktivním krajanem, který nezapomínal na své kořeny. Nezištně a rád podporoval a motivoval lidi kolem sebe, hlavně mladé. Pamětníky bývá popisován jako pracovitý perfekcionista a optimistický vizionář. Bývá označován též jako The Czech Cheese Pioneer či The Cheese King.

## Život

### Mládí v Hnátnici
Milan Vyhnálek pocházel z Hnátnice pod Orlickými horami, kde měl po otci převzít hospodářství. Milan však měl jiné plány a navzdory protestům otce se rozhodl pro obor sýrařství, který vystudoval na mlékárenské a sýrařské škole v Kroměříži. Blížil se konec války, takže na závěrečné zkoušky se učil v protiletadlovém krytu. Hned po studiích úspěšně pomáhal znovu uvést do provozu lanškrounskou sýrárnu. Po politických změnách roku 1948, tedy v době, kdy mu bylo 23 let, si uvědomil, že své podnikatelské plány již nebude moci realizovat ve své rodné zemi. Uprchl tedy do Německa, kde se živil jako řidič a jako automechanik a dále pak pokračoval lodí do Austrálie, kam se dostal v srpnu 1950.

### Počátek australského pobytu
Austrálie v tomto období právě realizovala svůj velkolepý imigrační plán, ve válkou zničené Evropě byla Austrálie pro mnohé Evropany tou správnou novou volbou. Australská vláda platila evropským migrantům lodní lístek, ovšem pod tou podmínkou, že všichni nově příchozí budou muset odpracovat dva roky na místě, které jim vláda určí. Milan se tedy na nějakou dobu stal dřevorubcem, pracoval na stavbách silnic a přehrad, vynikal ale i jako fotograf, muzikant, krejčí a prodejce aut. Jeho vize však byla jasná, chtěl vyrábět sýry a navíc takové sýry, které Australané dosud neznali.

### Sýrařská dominanta Lactos
Vyhnálek si vytipoval oblast, kde jsou vhodné podmínky pro chov mléčného skotu: severozápadní Tasmánie. Svou první sýrárnu otevřel v Marawah v roce 1954, to však ale ještě nebyl jeho úspěšný podnik, místní výrobci másla neměli pro jeho aktivity pochopení.
V tasmánském Burnie Vyhnálek pak vybudoval na zelené louce firmu, kterou z úcty k tehdejšímu československému výrobci sýrů Laktosu pojmenoval Lactos (dnes se jmenuje Lion). Australané v té době znali jen tavené sýry a čedar, ale Vyhnálek je postupně naučil mít rád také ementál, goudu, plísňové sýry nebo romadur. Produkce Lactosu rostla a navzdory tomu, že podnik dvakrát vyhořel, Lactos dále expandoval. Kromě australského trhu přibyla i nová odbytiště jako Japonsko, Evropa, či Spojené státy. Vyhnálek ve spolupráci se svým jugoslávským kolegou Frankem Špegličem vyvinul automatickou linku na výrobu sýru - Lacto-matic, čímž se výroba výrazně zefektivnila. Tasmánská produkce sýrů byla díky Vyhnálkovi na takové úrovni, že se mohla měřit i s tradičními světovými sýrařskými velmocemi. Lactos se ve své době stal největším producentem sýrů na jižní polokouli.
Protože Vyhnálkův syn Milan neměl o práci v oboru zájem, prodal Vyhnálek v roce 1981 firmu Lactos francouzskému podnikateli A. Bongrainovi.

### Lacrum a návrat do Čech
V roce 1984 Vyhnálek otevřel vzorovou mléčnou farmu Lacrum s vlastní sýrárnou. Jednalo se o podnik, který lákal na exkurzi návštěvy odborníků i laiků. Na této farmě s 500 dojnicemi Milan Vyhnálek dokázal, že výroba mléka může být velmi čistá a efektivní, o výhodách vlastní sýrárny ani nemluvě.
V devadesátých letech Milan Vyhnálek podporoval české studenty z vysokých zemědělských škol, kterým zajistil pobyt na farmách v Austrálii, na Novém Zélandu a v USA. Tito studenti mohli získané poznatky využít po svém návratu k rozvoji místního zemědělského a potravinářského sektoru. V češtině publikoval v roce 1992 knihu Kde je tráva zelenější,o svém životním úspěchu.
Svou rodnou obec Hnátnici štědře finančně podporoval již od 80. let 20. století. Například nechal opravit křížovou cestu, zhotovit nové varhany, odlít dva nové zvony. Rovněž podporoval například také místní Sokol.
Roku 2006, ve svých 81 letech, se z Austrálie vrátil do svého rodného kraje a v roce 2013 zemřel v Ústí nad Orlicí.

## Ocenění a význam
Milan Vyhnálek se v Austrálii prosadil v oboru sýrařství v době, kdy zde byl tento obor ještě v plenkách. Přivedl Australany na chuť dobrých sýrů a z Tasmánie udělal sýrařskou velmoc.[zdroj⁠?!]
V roce 1985 byl vyhlášen Mužem století Tasmánie. V roce 1994 byl jmenován doktorem honoris causa pražské Vysoké škole zemědělské. Byl též nositelem Řádu britského impéria a Řádu Austrálie a působil jako poradce australského ministra pro zahraniční obchod.

Jeho význam však nespočívá pouze v jeho úspěchu podnikatelském. Takto na něj vzpomíná jeho vnučka Petra Škopová: 
„Byl to vizionář, pracovitý perfekcionista... Na Milana se nedá vzpomínat jinak než v dobrém, shodli jsme se tu, že nám všem chybí, jeho síla, jeho vize, jeho optimismus, i v relativně pokročilém věku od něj člověk odjížděl velmi nabitý energií, protože do poslední chvíle jí měl na rozdávání."